# Llista de topònims de Guardiola de Berguedà
Llista de topònims (noms propis de lloc) del municipi de Guardiola de Berguedà, al Berguedà
Informació actualitzada per un bot. Els canvis manuals es perdran quan s'actualitzi!

## castell
| imatge | Nom                  | Ubicat a              | instància de | Detalls                      | coordenades                                                                     | Protecció                                            | Commons (més fotos)  | Dades a WD                    |
| ------ | -------------------- | --------------------- | ------------ | ---------------------------- | ------------------------------------------------------------------------------- | ---------------------------------------------------- | -------------------- | ----------------------------- |
|        | Castell de Brocà     | Guardiola de Berguedà | castell      |                              | 42° 15′ 21″ N, 1° 54′ 08″ E / 42.255927°N,1.902216°E                            | bé d'interès cultural bé cultural d'interès nacional |                      | Modifica les dades a Wikidata |
|        | Castell de Guardiola | Guardiola de Berguedà | castell      | Estil: arquitectura romànica | 42° 12′ 56″ N, 1° 52′ 07″ E / 42.21548°N,1.86866°E ca:Al Collet d'Eina 751 msnm | bé d'interès cultural bé cultural d'interès nacional | Castell de Guardiola | Modifica les dades a Wikidata |

## collada
| imatge | Nom            | Ubicat a                                  | instància de | Detalls | coordenades                                                                 | Protecció | Commons (més fotos) | Dades a WD                    |
| ------ | -------------- | ----------------------------------------- | ------------ | ------- | --------------------------------------------------------------------------- | --------- | ------------------- | ----------------------------- |
|        | coll de Jou    | Bagà Guardiola de Berguedà Urús           | collada      |         | 42° 19′ 00″ N, 1° 52′ 00″ E / 42.316666666667°N,1.8666666666667°E           |           |                     | Modifica les dades a Wikidata |
|        | coll de Pendís | Bellver de Cerdanya Guardiola de Berguedà | collada      |         | 42° 17′ 50″ N, 1° 47′ 49″ E / 42.297183333333°N,1.7970805555556°E 1781 msnm |           |                     | Modifica les dades a Wikidata |

## curs d'aigua
| imatge | Nom           | Ubicat a                                          | instància de | Detalls                          | coordenades                                                                                               | Protecció | Commons (més fotos) | Dades a WD                    |
| ------ | ------------- | ------------------------------------------------- | ------------ | -------------------------------- | --- | --------- | ------------------- | ----------------------------- |
|        | Bastareny     | Gisclareny Bagà Guardiola de Berguedà             | curs d'aigua | Desemboca: Llobregat             | 42° 15′ 50″ N, 1° 50′ 02″ E / 42.263847°N,1.833844°E                                                      |           | Bastareny           | Modifica les dades a Wikidata |
|        | Riutort       | la Pobla de Lillet Bagà Guardiola de Berguedà     | curs d'aigua | Desemboca: Llobregat             | 42° 18′ 06″ N, 1° 54′ 37″ E / 42.301801°N,1.910395°E 42° 14′ 15″ N, 1° 55′ 02″ E / 42.237591°N,1.917142°E |           |                     | Modifica les dades a Wikidata |
|        | riu de Saldes | Saldes Gisclareny Vallcebre Guardiola de Berguedà | curs d'aigua | Desemboca: Llobregat Llarg: 17km | 42° 11′ 27″ N, 1° 44′ 06″ E / 42.190769°N,1.73503°E 42° 12′ 53″ N, 1° 52′ 09″ E / 42.214775°N,1.869164°E  |           | Riu de Saldes       | Modifica les dades a Wikidata |

## edifici
| imatge | Nom                         | Ubicat a              | instància de | Detalls                          | coordenades | Protecció                                  | Commons (més fotos) | Dades a WD                    |
| ------ | --------------------------- | --------------------- | ------------ | -------------------------------- | --- | ------------------------------------------ | ------------------- | ----------------------------- |
|        | Antiga estació del Carrilet | Guardiola de Berguedà | edifici      | Estil: arquitectura popular 1904 | 42° 13′ 51″ N, 1° 52′ 41″ E / 42.23091°N,1.87811°E ca:C/Comerç núm 1.Accés pel carrer de l'Estació. 08694 (Guardiola de Berguedà) | bé integrant del patrimoni cultural català |                     | Modifica les dades a Wikidata |
|        | Cal Marceló                 | Guardiola de Berguedà | edifici      |                                  | 42° 13′ 47″ N, 1° 52′ 48″ E / 42.22971°N,1.879963°E                                                                               |                                            |                     | Modifica les dades a Wikidata |
|        | Conjunt de Gavarrós         | Guardiola de Berguedà | edifici      |                                  | 42° 16′ 50″ N, 1° 54′ 52″ E / 42.280617°N,1.914574°E                                                                              | bé integrant del patrimoni cultural català |                     | Modifica les dades a Wikidata |

## entitat singular de població
| imatge | Nom                        | Ubicat a              | instància de                                   | Detalls | coordenades                                                                   | Protecció | Commons (més fotos) | Dades a WD                    |
| ------ | -------------------------- | --------------------- | ---------------------------------------------- | ------- | ----------------------------------------------------------------------------- | --------- | ------------------- | ----------------------------- |
|        | Guardiola de Berguedà      | Guardiola de Berguedà | entitat singular de població capital municipal | 932 hab | 42° 13′ 52″ N, 1° 52′ 40″ E / 42.23117932°N,1.87775861°E 725 msnm             |           |                     | Modifica les dades a Wikidata |
|        | les Cases Noves del Collet | Guardiola de Berguedà | entitat singular de població                   | 19 hab  | 42° 13′ 12″ N, 1° 52′ 14″ E / 42.21989711203959°N,1.87067985534668°E 711 msnm |           |                     | Modifica les dades a Wikidata |

## església
| imatge | Nom                                   | Ubicat a              | instància de                  | Detalls                                                        | coordenades | Protecció                                  | Commons (més fotos)                   | Dades a WD                    |
| ------ | ------------------------------------- | --------------------- | ----------------------------- | -------------------------------------------------------------- | --- | ------------------------------------------ | ------------------------------------- | ----------------------------- |
|        | Sant Andreu de Gréixer                | Guardiola de Berguedà | església                      | Estil: arquitectura popular                                    | 42° 17′ 05″ N, 1° 50′ 57″ E / 42.28459°N,1.849093°E ca:Al lloc de Gréixer damunt d'un turó                                                                  | bé integrant del patrimoni cultural català | Sant Andreu de Gréixer                | Modifica les dades a Wikidata |
|        | Sant Climent de la Torre de Foix      | Guardiola de Berguedà | església                      | Estil: arquitectura romànica                                   | 42° 12′ 33″ N, 1° 51′ 29″ E / 42.209055°N,1.858027°E | bé integrant del patrimoni cultural català | Sant Climent de la Torre de Foix      | Modifica les dades a Wikidata |
|        | Sant Genís de Gavarrós                | Guardiola de Berguedà | església                      |                                                                | 42° 16′ 52″ N, 1° 54′ 55″ E / 42.281116°N,1.91536°E ca:Al nucli de Gavarrós damunt de la rectoria i de la casa Cabanes.                                     | bé cultural d'interès local                |                                       | Modifica les dades a Wikidata |
|        | Sant Llorenç de Guardiola de Berguedà | Guardiola de Berguedà | església                      | Estil: historicisme arquitectònic                              | 42° 13′ 57″ N, 1° 52′ 47″ E / 42.23239°N,1.879759°E | bé integrant del patrimoni cultural català | Sant Llorenç de Guardiola de Berguedà | Modifica les dades a Wikidata |
|        | Sant Llorenç prop Bagà                | Guardiola de Berguedà | església monestir             | Estil: arquitectura romànica 10th century                      | 42° 14′ 07″ N, 1° 52′ 30″ E / 42.2352°N,1.87513°E | bé integrant del patrimoni cultural català | Sant Llorenç prop Bagà                | Modifica les dades a Wikidata |
|        | Sant Martí de Brocà                   | Guardiola de Berguedà | església                      | Estil: arquitectura romànica                                   | 42° 15′ 08″ N, 1° 53′ 29″ E / 42.252241°N,1.891443°E ca:Al nucli de Brocà a sota de cal Galló                                                               | bé integrant del patrimoni cultural català | Sant Martí de Brocà                   | Modifica les dades a Wikidata |
|        | Sant Miquel de Sant Llorenç           | Guardiola de Berguedà | església jaciment arqueològic |                                                                | 42° 13′ 56″ N, 1° 52′ 33″ E / 42.2323056820778°N,1.8759061073331°E                                                                                          |                                            |                                       | Modifica les dades a Wikidata |
|        | Sant Salvador del Jou                 | Guardiola de Berguedà | església                      | Estil: arquitectura romànica                                   | 42° 11′ 40″ N, 1° 51′ 31″ E / 42.194521°N,1.858618°E | bé integrant del patrimoni cultural català |                                       | Modifica les dades a Wikidata |
|        | Santa Maria de Roca-sança             | Guardiola de Berguedà | església                      | Estil: arquitectura popular arquitectura romànica 12nd century | 42° 17′ 54″ N, 1° 52′ 17″ E / 42.298344°N,1.871455°E ca:Ctra. Bagà - la Molina, passat trencall de Gréixer, a l'esquerra. (Guardiola de Berguedà, Berguedà) | bé integrant del patrimoni cultural català |                                       | Modifica les dades a Wikidata |
|        | capella de Sant Josep de Pardinella   | Guardiola de Berguedà | església                      | 1762                                                           | 42° 16′ 39″ N, 1° 56′ 28″ E / 42.2774430289497°N,1.94106473080986°E ca:A la part posterior de la casa de Pardinella al terme de Gavarrós                    |                                            |                                       | Modifica les dades a Wikidata |
|        | capella de Sant Marc de Brocà         | Guardiola de Berguedà | església                      | Estat: ruïnós                                                  | 42° 15′ 53″ N, 1° 53′ 56″ E / 42.2647969474828°N,1.89882708413099°E 1611 msnm                                                                               |                                            | Capella de Sant Marc de Brocà         | Modifica les dades a Wikidata |

## font
| imatge | Nom                       | Ubicat a              | instància de | Detalls                       | coordenades                                                                       | Protecció | Commons (més fotos) | Dades a WD                    |
| ------ | ------------------------- | --------------------- | ------------ | ----------------------------- | --------------------------------------------------------------------------------- | --------- | ------------------- | ----------------------------- |
|        | font de la Cabrera        | Guardiola de Berguedà | font         |                               | 42° 17′ 41″ N, 1° 49′ 35″ E / 42.294690236258°N,1.82640819112543°E                |           |                     | Modifica les dades a Wikidata |
|        | font de la Set            | Guardiola de Berguedà | font         | 14th century Estat: bon estat | 42° 12′ 46″ N, 1° 52′ 11″ E / 42.21271°N,1.86974°E ca:Al Collet d'Eina 697.1 msnm |           |                     | Modifica les dades a Wikidata |
|        | font del Faig             | Guardiola de Berguedà | font         |                               | 42° 17′ 36″ N, 1° 48′ 15″ E / 42.2933359028285°N,1.80428332506054°E               |           |                     | Modifica les dades a Wikidata |
|        | fontetes de la Pardinella | Guardiola de Berguedà | font         |                               | 42° 17′ 47″ N, 1° 56′ 05″ E / 42.2963339204813°N,1.93481622251961°E               |           |                     | Modifica les dades a Wikidata |

## masia
| imatge | Nom                     | Ubicat a              | instància de | Detalls                     | coordenades | Protecció                                  | Commons (més fotos) | Dades a WD                    |
| ------ | ----------------------- | --------------------- | ------------ | --------------------------- | --- | ------------------------------------------ | ------------------- | ----------------------------- |
|        | Cal Blau                | Guardiola de Berguedà | masia        |                             | 42° 13′ 53″ N, 1° 52′ 54″ E / 42.2314075793434°N,1.88169045256582°E ca:Al nucli de Guardiola prop de les piscines.                                        |                                            |                     | Modifica les dades a Wikidata |
|        | Cal Cabanes             | Guardiola de Berguedà | masia        |                             | 42° 16′ 47″ N, 1° 54′ 41″ E / 42.279606139145°N,1.91142465538245°E                                                                                        |                                            |                     | Modifica les dades a Wikidata |
|        | Cal Clarà               | Guardiola de Berguedà | masia        |                             | 42° 15′ 12″ N, 1° 53′ 03″ E / 42.2533987635535°N,1.88428417848314°E                                                                                       |                                            |                     | Modifica les dades a Wikidata |
|        | Cal Clotet              | Guardiola de Berguedà | masia        |                             | 42° 13′ 04″ N, 1° 50′ 37″ E / 42.2177011106621°N,1.84363407061508°E                                                                                       |                                            |                     | Modifica les dades a Wikidata |
|        | Cal Companyó            | Guardiola de Berguedà | masia        |                             | 42° 14′ 38″ N, 1° 53′ 48″ E / 42.24393889°N,1.8968°E ca:A la masia de cal Companyó situada en uns planells sota la serra de Sant Marc.                    |                                            |                     | Modifica les dades a Wikidata |
|        | Cal Cosí                | Guardiola de Berguedà | masia        |                             | 42° 15′ 07″ N, 1° 53′ 40″ E / 42.2518398180045°N,1.89442175510182°E ca:Al nucli de Brocà al costat de Cal Vilalta i al sud de la 'Costa Freda'            |                                            |                     | Modifica les dades a Wikidata |
|        | Cal Galló               | Guardiola de Berguedà | masia        |                             | 42° 15′ 11″ N, 1° 53′ 30″ E / 42.2530022176064°N,1.89168597978811°E ca:Al nucli de Brocà damunt de l'església de Sant Martí.                              |                                            |                     | Modifica les dades a Wikidata |
|        | Cal Janola              | Guardiola de Berguedà | masia        |                             | 42° 13′ 03″ N, 1° 50′ 35″ E / 42.2175787995175°N,1.84311532113769°E                                                                                       |                                            |                     | Modifica les dades a Wikidata |
|        | Cal Muntaner            | Guardiola de Berguedà | masia        |                             | 42° 16′ 51″ N, 1° 54′ 23″ E / 42.2809441550315°N,1.90628360291698°E                                                                                       |                                            |                     | Modifica les dades a Wikidata |
|        | Cal Seguerulls          | Guardiola de Berguedà | masia        |                             | 42° 14′ 43″ N, 1° 53′ 42″ E / 42.2451893922803°N,1.89495001117843°E                                                                                       |                                            |                     | Modifica les dades a Wikidata |
|        | Cal Tinent              | Guardiola de Berguedà | masia        |                             | 42° 16′ 46″ N, 1° 51′ 01″ E / 42.2794607862972°N,1.85038838788246°E ca:Al costat del riu Gréixer i al lloc homònim                                        |                                            |                     | Modifica les dades a Wikidata |
|        | Cal Vilalta             | Guardiola de Berguedà | masia        |                             | 42° 15′ 05″ N, 1° 53′ 37″ E / 42.2514526244977°N,1.89349509705181°E                                                                                       |                                            |                     | Modifica les dades a Wikidata |
|        | Casa Erols              | Guardiola de Berguedà | masia        | Estil: arquitectura popular | 42° 16′ 21″ N, 1° 57′ 15″ E / 42.272554°N,1.954032°E | bé integrant del patrimoni cultural català |                     | Modifica les dades a Wikidata |
|        | Casa Freda              | Guardiola de Berguedà | masia        |                             | 42° 17′ 09″ N, 1° 54′ 51″ E / 42.2859180217867°N,1.91412990325632°E ca:Al lloc de Casa Freda                                                              |                                            |                     | Modifica les dades a Wikidata |
|        | Casa Pardinella         | Guardiola de Berguedà | masia        | Estil: arquitectura popular | 42° 16′ 38″ N, 1° 56′ 26″ E / 42.277308°N,1.940595°E | bé integrant del patrimoni cultural català |                     | Modifica les dades a Wikidata |
|        | Casa Rotllan            | Guardiola de Berguedà | masia        | Estil: arquitectura popular | 42° 15′ 00″ N, 1° 53′ 13″ E / 42.250026°N,1.886833°E | bé integrant del patrimoni cultural català |                     | Modifica les dades a Wikidata |
|        | Casa Sobirana           | Guardiola de Berguedà | masia        | Estil: arquitectura popular | 42° 15′ 09″ N, 1° 54′ 18″ E / 42.252591°N,1.905138°E | bé integrant del patrimoni cultural català |                     | Modifica les dades a Wikidata |
|        | Casa del Jou            | Guardiola de Berguedà | masia        | Estil: arquitectura popular | 42° 17′ 53″ N, 1° 52′ 19″ E / 42.298159°N,1.871871°E | bé integrant del patrimoni cultural català |                     | Modifica les dades a Wikidata |
|        | Casa del Pla d'Erols    | Guardiola de Berguedà | masia        | Estil: arquitectura popular | 42° 16′ 52″ N, 1° 57′ 06″ E / 42.280998°N,1.951655°E | bé integrant del patrimoni cultural català |                     | Modifica les dades a Wikidata |
|        | Cavallera               | Guardiola de Berguedà | masia        |                             | 42° 14′ 17″ N, 1° 53′ 06″ E / 42.237953710542°N,1.885060427175°E ca:Damunt de Guardiola i prop del serrat de Coma Traver.                                 |                                            |                     | Modifica les dades a Wikidata |
|        | Clarà                   | Guardiola de Berguedà | masia        |                             | 42° 15′ 12″ N, 1° 53′ 03″ E / 42.2533987635535°N,1.88428417848314°E ca:Al lloc de Clarà a sota de la devesa de Cerconeda                                  |                                            |                     | Modifica les dades a Wikidata |
|        | Escriu                  | Guardiola de Berguedà | masia        |                             | 42° 17′ 12″ N, 1° 49′ 02″ E / 42.2868054411064°N,1.81720303982213°E ca:A la zona d'Escriu damunt dels empedrats                                           |                                            |                     | Modifica les dades a Wikidata |
|        | Hospital de Rocasança   | Guardiola de Berguedà | masia        | Estil: arquitectura popular | 42° 17′ 53″ N, 1° 52′ 19″ E / 42.298159°N,1.871871°E | bé integrant del patrimoni cultural català |                     | Modifica les dades a Wikidata |
|        | Hostal el Collet d'Eina | Guardiola de Berguedà | masia        | Estil: arquitectura popular | 42° 12′ 59″ N, 1° 52′ 05″ E / 42.216411°N,1.868014°E | bé integrant del patrimoni cultural català |                     | Modifica les dades a Wikidata |
|        | Mas de Pei              | Guardiola de Berguedà | masia        |                             | 42° 13′ 07″ N, 1° 50′ 57″ E / 42.2185040434461°N,1.84914432507129°E                                                                                       |                                            |                     | Modifica les dades a Wikidata |
|        | Maçaners                | Guardiola de Berguedà | masia        |                             | 42° 16′ 36″ N, 1° 55′ 15″ E / 42.2765710413504°N,1.92094821837729°E                                                                                       |                                            |                     | Modifica les dades a Wikidata |
|        | Millarès                | Guardiola de Berguedà | masia        |                             | 42° 17′ 11″ N, 1° 51′ 43″ E / 42.286393617854°N,1.86194258700025°E ca:En uns plans davant de Gréixer.                                                     |                                            |                     | Modifica les dades a Wikidata |
|        | Pla de l'Arca           | Guardiola de Berguedà | masia        |                             | 42° 16′ 20″ N, 1° 54′ 05″ E / 42.272334566575°N,1.9014313243114°E                                                                                         |                                            |                     | Modifica les dades a Wikidata |
|        | Prat Terrer             | Guardiola de Berguedà | masia        |                             | 42° 16′ 31″ N, 1° 55′ 50″ E / 42.275311009371°N,1.9304839800075°E                                                                                         |                                            |                     | Modifica les dades a Wikidata |
|        | Rebollet                | Guardiola de Berguedà | masia        |                             | 42° 14′ 16″ N, 1° 52′ 21″ E / 42.2376927618905°N,1.87238061640723°E                                                                                       |                                            |                     | Modifica les dades a Wikidata |
|        | Ruaup                   | Guardiola de Berguedà | masia        |                             | 42° 13′ 01″ N, 1° 50′ 13″ E / 42.2168134786238°N,1.83690182435694°E                                                                                       |                                            |                     | Modifica les dades a Wikidata |
|        | Soldevila               | Guardiola de Berguedà | masia        |                             | 42° 12′ 26″ N, 1° 51′ 14″ E / 42.2073576349698°N,1.8539620819124°E ca:Al sud-est de la Torre de Foix.                                                     |                                            |                     | Modifica les dades a Wikidata |
|        | Vilella                 | Guardiola de Berguedà | masia        |                             | 42° 14′ 44″ N, 1° 54′ 17″ E / 42.2456252718702°N,1.90471211747293°E ca:Als plans de Vilella al costat de la serra homònima que la separa amb Cal Companyó |                                            |                     | Modifica les dades a Wikidata |
|        | el Castell              | Guardiola de Berguedà | masia        |                             | 42° 15′ 22″ N, 1° 54′ 17″ E / 42.2561432508789°N,1.90459072736608°E                                                                                       |                                            |                     | Modifica les dades a Wikidata |
|        | el Vilar                | Guardiola de Berguedà | masia        |                             | 42° 13′ 50″ N, 1° 52′ 16″ E / 42.2306917622093°N,1.87113587537563°E                                                                                       |                                            |                     | Modifica les dades a Wikidata |
|        | els Fangassos           | Guardiola de Berguedà | masia        |                             | 42° 13′ 28″ N, 1° 52′ 22″ E / 42.2245755047772°N,1.87285644144413°E ca:Al pla del mateix nom i al costat de l'estació de Servei Cadí.                     |                                            |                     | Modifica les dades a Wikidata |
|        | l'Estret                | Guardiola de Berguedà | masia        |                             | 42° 15′ 52″ N, 1° 55′ 24″ E / 42.26443745087°N,1.923392966137°E ca:Al lloc de l'Estret                                                                    |                                            |                     | Modifica les dades a Wikidata |
|        | la Casanova de Vilella  | Guardiola de Berguedà | masia        |                             | 42° 14′ 23″ N, 1° 54′ 22″ E / 42.2396218555328°N,1.90604008738903°E                                                                                       |                                            |                     | Modifica les dades a Wikidata |
|        | la Caseta               | Guardiola de Berguedà | masia        | Estil: arquitectura popular | 42° 16′ 11″ N, 1° 55′ 24″ E / 42.269840191906°N,1.9233010196199°E ca:A la vall de Gavarrós, sota el collet de les Trevenoses                              |                                            |                     | Modifica les dades a Wikidata |
|        | la Coma                 | Guardiola de Berguedà | masia        |                             | 42° 16′ 05″ N, 1° 54′ 34″ E / 42.2679613806835°N,1.90953946195395°E ca:Al lloc de la Coma a sota del solà de Sant Marc                                    |                                            |                     | Modifica les dades a Wikidata |
|        | la Creueta              | Guardiola de Berguedà | masia        |                             | 42° 16′ 48″ N, 1° 55′ 32″ E / 42.2799370178748°N,1.92549935529166°E ca:Al lloc de la Creueta a sota del pla del Testarro                                  |                                            |                     | Modifica les dades a Wikidata |
|        | les Planes              | Guardiola de Berguedà | masia        | 17th century                | 42° 14′ 23″ N, 1° 54′ 44″ E / 42.2398508087493°N,1.91212043811219°E ca:Damunt dels camps de les Planes i sota del bosc de Vilella                         |                                            |                     | Modifica les dades a Wikidata |

## molí d'aigua
| imatge | Nom                | Ubicat a              | instància de | Detalls                                  | coordenades                                                                                           | Protecció                                  | Commons (més fotos)                        | Dades a WD                    |
| ------ | ------------------ | --------------------- | ------------ | ---------------------------------------- | --- | ------------------------------------------ | ------------------------------------------ | ----------------------------- |
|        | Molí de Gréixer    | Guardiola de Berguedà | molí d'aigua |                                          | 42° 16′ 38″ N, 1° 51′ 00″ E / 42.27721°N,1.85008°E ca:A sota de Cal Tinent vell.                      |                                            |                                            | Modifica les dades a Wikidata |
|        | molí del Pont Vell | Guardiola de Berguedà | molí d'aigua | Estil: arquitectura popular 18th century | 42° 12′ 54″ N, 1° 52′ 10″ E / 42.214908°N,1.869503°E ca:Al costat de la ctra. C-12, km 112,7 702 msnm | bé integrant del patrimoni cultural català | Molí del Pont Vell (Guardiola de Berguedà) | Modifica les dades a Wikidata |

## muntanya
| imatge | Nom                     | Ubicat a                                                          | instància de | Detalls | coordenades                                                             | Protecció | Commons (més fotos)     | Dades a WD                    |
| ------ | ----------------------- | ----------------------------------------------------------------- | ------------ | ------- | ----------------------------------------------------------------------- | --------- | ----------------------- | ----------------------------- |
|        | Cap del Pont            | Guardiola de Berguedà                                             | muntanya     |         | 42° 18′ 39″ N, 1° 51′ 44″ E / 42.3107°N,1.86222°E 2101.3 msnm           |           |                         | Modifica les dades a Wikidata |
|        | Cap del Tossal          | Guardiola de Berguedà                                             | muntanya     |         | 42° 13′ 51″ N, 1° 51′ 25″ E / 42.23094167°N,1.85690833°E 1354.3 msnm    |           |                         | Modifica les dades a Wikidata |
|        | Castell dels Moros      | Guardiola de Berguedà                                             | muntanya     |         | 42° 11′ 45″ N, 1° 51′ 49″ E / 42.1959°N,1.86355°E 1033.4 msnm           |           |                         | Modifica les dades a Wikidata |
|        | Cingle de la Rota       | Sant Julià de Cerdanyola la Nou de Berguedà Guardiola de Berguedà | muntanya     |         | 42° 12′ 35″ N, 1° 53′ 13″ E / 42.209722222222°N,1.8869444444444°E       |           |                         | Modifica les dades a Wikidata |
|        | Moixeró                 | Guardiola de Berguedà Riu de Cerdanya                             | muntanya     |         | 42° 17′ 59″ N, 1° 49′ 19″ E / 42.299673°N,1.821986°E 2090 msnm          |           | Moixeró (muntanya)      | Modifica les dades a Wikidata |
|        | Montderm                | Castellar de n'Hug Guardiola de Berguedà                          | muntanya     |         | 42° 16′ 06″ N, 1° 56′ 42″ E / 42.26844444°N,1.94491667°E 1532.4 msnm    |           |                         | Modifica les dades a Wikidata |
|        | Penyes Altes de Moixeró | Guardiola de Berguedà Riu de Cerdanya Urús                        | muntanya     |         | 42° 18′ 23″ N, 1° 50′ 33″ E / 42.3063002008°N,1.84247482148°E 2276 msnm |           | Penyes Altes de Moixeró | Modifica les dades a Wikidata |
|        | Puigcal                 | la Pobla de Lillet Guardiola de Berguedà                          | muntanya     |         | 42° 15′ 14″ N, 1° 56′ 02″ E / 42.2538°N,1.93383°E 1231.8 msnm           |           |                         | Modifica les dades a Wikidata |
|        | Roca Gran               | Guardiola de Berguedà                                             | muntanya     |         | 42° 18′ 03″ N, 1° 50′ 55″ E / 42.30091667°N,1.84858333°E 1961.3 msnm    |           |                         | Modifica les dades a Wikidata |
|        | Roca de la Guilla       | Guardiola de Berguedà                                             | muntanya     |         | 42° 14′ 39″ N, 1° 53′ 32″ E / 42.24425°N,1.89219444°E 930 msnm          |           |                         | Modifica les dades a Wikidata |
|        | Roca-sança              | Bagà Guardiola de Berguedà                                        | muntanya     |         | 42° 18′ 34″ N, 1° 52′ 17″ E / 42.30952778°N,1.87138889°E 1893.7 msnm    |           |                         | Modifica les dades a Wikidata |
|        | Sant Marc de Brocà      | Guardiola de Berguedà                                             | muntanya     |         | 42° 15′ 54″ N, 1° 53′ 55″ E / 42.2649312024°N,1.89873987298°E 1611 msnm |           | Sant Marc de Brocà      | Modifica les dades a Wikidata |
|        | Tossal Rodó             | Guardiola de Berguedà                                             | muntanya     |         | 42° 15′ 19″ N, 1° 54′ 35″ E / 42.25522222°N,1.90969444°E 1252 msnm      |           |                         | Modifica les dades a Wikidata |
|        | l'Esquerd Foradat       | Guardiola de Berguedà                                             | muntanya     |         | 42° 15′ 58″ N, 1° 53′ 48″ E / 42.26602778°N,1.89675°E 1612.5 msnm       |           |                         | Modifica les dades a Wikidata |
|        | les Soquetes            | Urús Guardiola de Berguedà                                        | muntanya     |         | 42° 18′ 49″ N, 1° 51′ 40″ E / 42.31372222°N,1.86108333°E 2200.5 msnm    |           |                         | Modifica les dades a Wikidata |
|        | puig Roig               | Castellar de n'Hug Guardiola de Berguedà                          | muntanya     |         | 42° 16′ 28″ N, 1° 56′ 45″ E / 42.2745°N,1.94578°E 1500.7 msnm           |           |                         | Modifica les dades a Wikidata |
|        | turó de Prat Agre       | Bellver de Cerdanya Guardiola de Berguedà Riu de Cerdanya         | muntanya     |         | 42° 18′ 07″ N, 1° 48′ 17″ E / 42.302°N,1.80467°E 2017 msnm              |           |                         | Modifica les dades a Wikidata |

## nucli de població
| imatge | Nom                        | Ubicat a              | instància de      | Detalls                     | coordenades                                                                          | Protecció                                  | Commons (més fotos)             | Dades a WD                    |
| ------ | -------------------------- | --------------------- | ----------------- | --------------------------- | ------------------------------------------------------------------------------------ | ------------------------------------------ | ------------------------------- | ----------------------------- |
|        | Brocà                      | Guardiola de Berguedà | nucli de població |                             | 42° 15′ 09″ N, 1° 53′ 36″ E / 42.252443080215°N,1.893290931135°E                     |                                            |                                 | Modifica les dades a Wikidata |
|        | Colònia del Collet         | Guardiola de Berguedà | nucli de població | Estil: arquitectura popular | 42° 13′ 01″ N, 1° 52′ 02″ E / 42.216822°N,1.867237°E                                 | bé integrant del patrimoni cultural català |                                 | Modifica les dades a Wikidata |
|        | Gavarrós                   | Guardiola de Berguedà | nucli de població |                             | 42° 16′ 47″ N, 1° 54′ 57″ E / 42.27967664965°N,1.915856960842°E                      |                                            |                                 | Modifica les dades a Wikidata |
|        | Gréixer                    | Guardiola de Berguedà | nucli de població |                             | 42° 17′ 06″ N, 1° 50′ 56″ E / 42.285043°N,1.848889°E ca:Al lloc de Gréixer 1100 msnm |                                            | Gréixer (Guardiola de Berguedà) | Modifica les dades a Wikidata |
|        | el Collet d'Aïna           | Guardiola de Berguedà | nucli de població |                             | 42° 12′ 56″ N, 1° 51′ 30″ E / 42.215561525045°N,1.85840550863989°E                   |                                            |                                 | Modifica les dades a Wikidata |
|        | l'Hospitalet de Roca-sança | Guardiola de Berguedà | nucli de població |                             | 42° 17′ 57″ N, 1° 52′ 23″ E / 42.299077195923°N,1.8730643989588°E                    |                                            |                                 | Modifica les dades a Wikidata |

## pont
| imatge | Nom                                     | Ubicat a              | instància de           | Detalls                                                                                | coordenades | Protecció                                  | Commons (més fotos)    | Dades a WD                    |
| ------ | --------------------------------------- | --------------------- | ---------------------- | -------------------------------------------------------------------------------------- | --- | ------------------------------------------ | ---------------------- | ----------------------------- |
|        | Pont Vell de Guardiola                  | Guardiola de Berguedà | pont                   | Estil: arquitectura popular arquitectura romànica Travessa: Llobregat Estat: bon estat | 42° 12′ 54″ N, 1° 52′ 10″ E / 42.21512°N,1.86942°E ca:Damunt del Llobregat. 692.4 msnm                                         | bé integrant del patrimoni cultural català | Pont Vell de Guardiola | Modifica les dades a Wikidata |
|        | Pont de Cal Tinent                      | Guardiola de Berguedà | pont                   | Estil: arquitectura popular Estat: bon estat                                           | 42° 16′ 44″ N, 1° 51′ 00″ E / 42.279008°N,1.85011°E ca:Damunt del riu Gréixer al costat de cal Tinent 974 msnm                 | bé integrant del patrimoni cultural català | Pont de Cal Tinent     | Modifica les dades a Wikidata |
|        | Pont de Sant Nazari                     | Guardiola de Berguedà | pont                   | Estil: arquitectura popular                                                            | 42° 16′ 52″ N, 1° 50′ 57″ E / 42.281078°N,1.849138°E ca:Damunt del torrent de la Fontbona. 1006 msnm                           | bé integrant del patrimoni cultural català |                        | Modifica les dades a Wikidata |
|        | Pont del Collet                         | Guardiola de Berguedà | pont                   | Estil: arquitectura popular Travessa: Llobregat                                        | | bé integrant del patrimoni cultural català |                        | Modifica les dades a Wikidata |
|        | Pont del Saldes                         | Guardiola de Berguedà | pont                   | Estil: arquitectura popular Travessa: riu de Saldes Estat: malmès                      | 42° 12′ 56″ N, 1° 52′ 03″ E / 42.215694°N,1.867493°E ca:Al Collet d'Eina damunt de la riera de Saldes 696.6 msnm               | bé integrant del patrimoni cultural català |                        | Modifica les dades a Wikidata |
|        | Pont sota l'ermita de les Esposes       | Guardiola de Berguedà | pont                   | Estil: arquitectura popular                                                            | | bé integrant del patrimoni cultural català |                        | Modifica les dades a Wikidata |
|        | Viaducte de Gréixer                     | Guardiola de Berguedà | pont pont de carretera | 1984 Hi passa: C-16 E09 Llarg: 242m                                                    | 42° 16′ 58″ N, 1° 51′ 04″ E / 42.2826664657683°N,1.8512397288594°E                                                             |                                            |                        | Modifica les dades a Wikidata |
|        | aqüeducte de les Cases Noves del Collet | Guardiola de Berguedà | pont aqüeducte         | 1886                                                                                   | 42° 13′ 08″ N, 1° 52′ 19″ E / 42.21880062795127°N,1.8719351291656496°E                                                         |                                            |                        | Modifica les dades a Wikidata |
|        | pont de Cal Cucurull                    | Guardiola de Berguedà | pont pont ferroviari   | 1903 1904 Travessa: Llobregat Hi passa: línia Manresa-Berga-Guardiola Estat: restaurat | 42° 12′ 42″ N, 1° 52′ 07″ E / 42.21154189985702°N,1.868732571601868°E ca:Al Collet d'Eina prop de la font de la Set 681.5 msnm |                                            |                        | Modifica les dades a Wikidata |
|        | pont de la Baga del Collet              | Guardiola de Berguedà | pont                   | Travessa: Llobregat                                                                    | 42° 13′ 10″ N, 1° 52′ 18″ E / 42.219332981299665°N,1.871602535247803°E                                                         |                                            |                        | Modifica les dades a Wikidata |

## refugi de muntanya
| imatge | Nom                  | Ubicat a              | instància de                        | Detalls | coordenades                                                                                              | Protecció | Commons (més fotos)  | Dades a WD                    |
| ------ | -------------------- | --------------------- | ----------------------------------- | ------- | --- | --------- | -------------------- | ----------------------------- |
|        | refugi Sant Jordi    | Guardiola de Berguedà | refugi de muntanya                  | 1961-10 | 42° 17′ 39″ N, 1° 48′ 18″ E / 42.29405556°N,1.80493056°E ca:Al vessant sud del coll del Pendís 1561 msnm |           | Refugi Sant Jordi    | Modifica les dades a Wikidata |
|        | xalet de Coll de Pal | Guardiola de Berguedà | refugi de muntanya colònies d'estiu | 1972    | 42° 17′ 35″ N, 1° 54′ 21″ E / 42.293161°N,1.905817°E ca:Carretera BV-4024, km 16,8 1928 msnm             |           | Xalet de Coll de Pal | Modifica les dades a Wikidata |

## serra
| imatge | Nom                 | Ubicat a | instància de                                        | Detalls                                   | coordenades                                                          | Protecció | Commons (més fotos)                        | Dades a WD                    |
| ------ | ------------------- | --- | --------------------------------------------------- | ----------------------------------------- | -------------------------------------------------------------------- | --------- | ------------------------------------------ | ----------------------------- |
|        | l'Enzinet           | Guardiola de Berguedà Sant Julià de Cerdanyola | serra                                               |                                           | 42° 13′ 49″ N, 1° 54′ 10″ E / 42.2302°N,1.90275°E 1282.7 msnm        |           |                                            | Modifica les dades a Wikidata |
|        | serra de Colobre    | Bagà Guardiola de Berguedà | serra                                               |                                           | 42° 16′ 27″ N, 1° 54′ 30″ E / 42.2742°N,1.90839°E 1581.9 msnm        |           |                                            | Modifica les dades a Wikidata |
|        | serra de Sant Marc  | Guardiola de Berguedà | serra                                               |                                           | 42° 15′ 54″ N, 1° 53′ 56″ E / 42.26494444°N,1.89875°E 1613 msnm      |           | Serra de Sant Marc (Guardiola de Berguedà) | Modifica les dades a Wikidata |
|        | serra de Vilella    | Guardiola de Berguedà | serra                                               |                                           | 42° 14′ 47″ N, 1° 54′ 05″ E / 42.24647222°N,1.90133333°E 1017.5 msnm |           |                                            | Modifica les dades a Wikidata |
|        | serra del Catllaràs | Guardiola de Berguedà Sant Julià de Cerdanyola la Pobla de Lillet Sant Jaume de Frontanyà Castell de l'Areny Vilada la Nou de Berguedà les Llosses | serra àrea protegida Pla d'Espais d'Interès Natural | 1992 Llarg: 13km Superfície: 6154.53213ha | 42° 12′ 33″ N, 1° 57′ 12″ E / 42.20904444°N,1.95336389°E 1779 msnm   |           | Serra del Catllaràs                        | Modifica les dades a Wikidata |
|        | serra del Puig      | la Pobla de Lillet Guardiola de Berguedà | serra                                               |                                           | 42° 15′ 14″ N, 1° 56′ 02″ E / 42.25377778°N,1.93383333°E 1231.8 msnm |           |                                            | Modifica les dades a Wikidata |

## túnel
| imatge | Nom                            | Ubicat a              | instància de | Detalls        | coordenades                                                                                               | Protecció | Commons (més fotos) | Dades a WD                    |
| ------ | ------------------------------ | --------------------- | ------------ | -------------- | --- | --------- | ------------------- | ----------------------------- |
|        | túnel de Guardiola de Berguedà | Guardiola de Berguedà | túnel        | Hi passa: C-16 | 42° 14′ 06″ N, 1° 52′ 48″ E / 42.234869°N,1.879945°E 42° 13′ 59″ N, 1° 53′ 01″ E / 42.233144°N,1.883659°E |           |                     | Modifica les dades a Wikidata |
|        | túnel del Castell de Guardiola | Guardiola de Berguedà | túnel        | Hi passa: C-16 | 42° 12′ 54″ N, 1° 52′ 08″ E / 42.21497470283668°N,1.8688184022903445°E                                    |           |                     | Modifica les dades a Wikidata |

## Misc
| imatge | Nom                                        | Ubicat a                                                                          | instància de      | Detalls                                                   | coordenades | Protecció                                            | Commons (més fotos)       | Dades a WD                    |
| ------ | ------------------------------------------ | --------------------------------------------------------------------------------- | ----------------- | --------------------------------------------------------- | --- | ---------------------------------------------------- | ------------------------- | ----------------------------- |
|        | Canal Industrial de Berga                  | Berga Cercs Guardiola de Berguedà                                                 | canal             | 1880s Llarg: 20.02km Ample: 3m                            | 42° 06′ 09″ N, 1° 51′ 08″ E / 42.102434°N,1.852093°E ca:Marge dret del riu Llobregat, entre el pont vell de Guardiola de Berguedà i la Colònia Rosal. Berga i Cercs | bé cultural d'interès local                          | Canal Industrial de Berga | Modifica les dades a Wikidata |
|        | Cases Noves del Collet                     | Guardiola de Berguedà                                                             | casa              | 1898 Estat: malmès                                        | 42° 13′ 11″ N, 1° 52′ 18″ E / 42.21981°N,1.87164°E ca:A la zona coneguda com 'Les cases noves del Collet' 706.1 msnm                                                |                                                      |                           | Modifica les dades a Wikidata |
|        | Llobregat                                  | Catalunya província de Barcelona Catalunya Central Àmbit Metropolità de Barcelona | riu               | Desemboca: mar Mediterrània Llarg: 175km Conca: 4948.3km² | 42° 16′ 57″ N, 2° 00′ 46″ E / 42.282412°N,2.012826°E 41° 18′ 08″ N, 2° 07′ 55″ E / 41.302248°N,2.131948°E                                                           |                                                      | Llobregat                 | Modifica les dades a Wikidata |
|        | Sant Marc de Broga                         | Guardiola de Berguedà                                                             | vèrtex geodèsic   | Alt: 1.18m                                                | 42° 15′ 53″ N, 1° 53′ 57″ E / 42.264645°N,1.899086°E 1611.207 msnm                                                                                                  |                                                      |                           | Modifica les dades a Wikidata |
|        | Torre de Foix                              | Guardiola de Berguedà                                                             | torre de defensa  | Estil: arquitectura gòtica                                | 42° 12′ 34″ N, 1° 51′ 32″ E / 42.209516°N,1.858759°E ca:Al lloc de la Torre de Foix dominant el Llobregat.                                                          | bé d'interès cultural bé cultural d'interès nacional |                           | Modifica les dades a Wikidata |
|        | antiga mina de barita del Coll de Cabrera  | Guardiola de Berguedà                                                             | mina              |                                                           | 42° 17′ 40″ N, 1° 49′ 19″ E / 42.29432°N,1.82207°E ca:Al coll de Cabrera                                                                                            |                                                      |                           | Modifica les dades a Wikidata |
|        | casa consistorial de Guardiola de Berguedà | Guardiola de Berguedà                                                             | casa consistorial |                                                           | 42° 13′ 59″ N, 1° 52′ 45″ E / 42.233155°N,1.8791498°E |                                                      |                           | Modifica les dades a Wikidata |
|        | cementiri de Guardiola de Berguedà         | Guardiola de Berguedà                                                             | cementiri         |                                                           | 42° 13′ 56″ N, 1° 52′ 32″ E / 42.232219330180115°N,1.8755936622619631°E                                                                                             |                                                      |                           | Modifica les dades a Wikidata |
|        | el Berenador                               | Guardiola de Berguedà                                                             | borda             |                                                           | 42° 14′ 14″ N, 1° 54′ 19″ E / 42.2373178080717°N,1.90525575169919°E                                                                                                 |                                                      |                           | Modifica les dades a Wikidata |
|        | estanyet de Gréixer                        | Guardiola de Berguedà                                                             | embassament       | 20th century Superfície: 0.06ha                           | 42° 17′ 20″ N, 1° 50′ 23″ E / 42.288888888889°N,1.8397222222222°E ca:Prop del nucli de Gréixer                                                                      |                                                      |                           | Modifica les dades a Wikidata |
|        | riolites de Gréixer                        | Gréixer                                                                           | aflorament        |                                                           | 42° 17′ 24″ N, 1° 50′ 41″ E / 42.2901°N,1.84464°E |                                                      |                           | Modifica les dades a Wikidata |
|        | serra de Moixeró                           | Urús Riu de Cerdanya Bellver de Cerdanya Guardiola de Berguedà Bagà               | serralada         |                                                           | 42° 18′ 06″ N, 1° 51′ 23″ E / 42.301561°N,1.856439°E 2276 msnm |                                                      | Serra de Moixeró          | Modifica les dades a Wikidata |